# Dick Gamble
Richard Frank Gamble (meglio noto come Dick Gamble; Moncton, 16 novembre 1928 – Pittsford, 22 marzo 2018) è stato un hockeista su ghiaccio, allenatore di hockey su ghiaccio e dirigente sportivo canadese.
Legò il proprio nome ai Rochester Americans per cui giocò e allenò al termine della propria carriera. Nel 2007 entrò nella AHL Hall of Fame.

## Carriera

### Giocatore
Dick Gamble iniziò a giocare in una squadra giovanile della propria città, Moncton, per poi disputare tre stagioni nella OHA con gli Oshawa Generals. Nel 1949 i suoi diritti erano detenuti dai Toronto Maple Leafs, tuttavia fu ritenuto inadatto ad esordire in NHL e venne ceduto agli As de Québec.
Dopo due stagioni di successo attirò l'interesse dei Montreal Canadiens, con cui esordì giocando una partita nella stagione 1950-1951. Due anni più tardi ricevette la convocazione per l'NHL All-Star Game e vinse inoltre la Stanley Cup. Dopo aver trascorso la stagione 1954-55 nell'organizzazione dei Chicago Blackhawks Gamble fece un breve ritorno a Montréal giocando 12 partite.
Nel 1955 Gamble tornò nella Quebec Hockey League a vestire la maglia degli As per altre due stagioni. Nel 1957 si trasferì definitivamente nella American Hockey League, lega in cui aveva già giocato durante la stagione trascorsa a Chicago nel farm team dei Buffalo Bisons. Rimase a Buffalo per quattro stagioni arrivando nel 1959 alla finale di Calder Cup persa contro gli Hershey Bears.
Nel 1961 passò ai Rochester Americans, formazione per cui rimase fino al termine della carriera. In nove stagioni Gamble divenne il miglior marcatore nella storia della franchigia e conquistò tre Calder Cup, due delle quali consecutive. La sua miglior stagione fu quella 1965-66, conclusasi con la vittoria del Les Cunningham Award e del John B. Sollenberger Trophy come miglior marcatore della lega, grazie ai 98 punti otteniti in 71 partite giocate. In quegli anni giocò in prestito per tre partite in NHL con i Toronto Maple Leafs.

### Allenatore e dirigente
Nel 1968 Gamble fu scelto come giocatore/allenatore dei Rochester Americans, incarico che mantenne per due stagioni prima di ritirarsi definitivamente dall'hockey giocato. A metà della stagione 1970-71 fu invece sostituito in panchina da Doug Adam. In quelle stagioni Gamble fu anche il general manager della squadra.
Nel 1999 la maglia numero 9 indossata da Gamble e Jody Gage fu ritirata dai Rochester Americans. Per il suo contributo nella AHL nel 2007 entrò a far parte anche della AHL Hall of Fame.

## Palmarès

### Club
- Stanley Cup: 1

Montréal: 1952-1953
- Calder Cup: 3

Rochester: 1964-1965, 1965-1966, 1967-1968

### Individuale
- AHL Hall of Fame: 1

2007
- John B. Sollenberger Trophy: 1

1965-1966 (98 punti)
- Les Cunningham Award: 1

1965-1966
- NHL All-Star Game: 1

1953
- AHL First All-Star Team: 2

1960-1961, 1965-1966
- AHL Second All-Star Team: 4

1954-1955, 1961-1962, 1964-1965, 1966-1967